# 올렉산드르 주브코우
올렉산드르 발레리요비치 주브코우(우크라이나어: Олекса́ндр Вале́рійович Зубко́в, 1996년 8월 3일 ~ )는 우크라이나의 프로 축구 선수로, 쉬페르리그 클럽 트라브존스포르와 우크라이나 국가대표팀에서 윙어 또는 공격형 미드필더로 활약하고 있다.

## 구단 경력

### 샤흐타르 도네츠크
2013년에는 샤흐타르 도네츠크와 계약을 체결하고, 샤흐타르 도네츠크 리저브에서 활약했다. 주브코우는 2016년 5월 15일, 우크라이나 프리미어리그에서 조랴 루한스크와의 경기에서 주전 선수로 교체 출전하며 데뷔했다.

### 페렌츠바로시
2019년 봄 말, 주브코우는 헝가리 클럽 페렌츠바로시에 임대로 합류했다. 성공적인 임대 후 클럽의 최다 득점자가 된 페렌츠바로시는 그를 영구 계약할 수 있는 옵션을 행사했다. 이적료는 약 150만 유로로 추정되었다.
2020년 6월 16일, 그는 2019-20년 넴제티 버이녹샤그 I 시즌 30번째 경기일 히데그쿠티 난도르 슈터디온에서 부다페스트 혼베드를 꺾고 페렌츠바로시와 함께 챔피언이 되었다.
2020년 9월 29일, 그는 그루파마 아레나에서 몰데 FK를 원정 다득점으로 3-3으로 꺾고 2020-21년 UEFA 챔피언스리그 조별 리그에 진출한 페렌츠바로시 팀의 일원이었다.

### 샤흐타르 도네츠크로의 복귀
2022년 8월 5일, 주브코우는 2027년 여름까지 계약을 체결하며 샤흐타르 도네츠크로 복귀했다. 10월 5일, 그는 레알 마드리드와의 경기에서 2-1로 패배하며 UEFA 챔피언스리그 첫 골을 기록했다. 10월 11일, 그는 레알 마드리드와의 경기에서 헤딩슛으로 샤흐타르의 선제골을 넣었지만, 후반 90분과 5분에 샤흐타르가 동점골을 넣으며 1-1 무승부를 기록했다.

## 국가대표팀 경력
주브코우는 2020년 10월 7일, 프랑스와의 친선 경기에서 우크라이나 국가대표팀으로 데뷔했다.
2021년 6월, 그는 UEFA 유로 2020에 출전하기 위해 안드리 셰우첸코가 소집한 26명의 선수 명단에 이름을 올렸다.
2024년 5월, 그는 세르히 레브로우가 UEFA 유로 2024에 소집한 26명의 선수 명단에 포함되었다.